# Deutscher Eishockeypokal 1996/97
In der Saison 1996/97 wurde zum sechsten Mal ein Deutscher Eishockeypokal durch den Deutschen Eishockey-Bund veranstaltet. Die offizielle Bezeichnung dieses Wettbewerbs, den es drei Jahre lang in der Zeit von 1994/95 bis 1996/97 gab, lautet DEB-Ligenpokal Nord. Dieser Wettbewerb begann zeitlich jeweils in der Saisonvorbereitung, in der die Gruppenphase ausgetragen wurde. Die folgenden Runden, die in Hin- und Rückspiel im K.o.-Format ausgespielt wurden, folgten im weiteren Verlauf der jeweiligen Saison. Dritter und letzter Sieger dieses Wettbewerbs wurde der EHC Neuwied. Erst in der Saison 2002/03 wurde in Form des Deutschen Eishockey-Pokals, dann auch Beteiligung von Clubs der Deutschen Eishockey-Liga, wieder ein Pokalwettbewerb veranstaltet.

## Teilnehmer
Die Teilnehmer waren die Mannschaften der nördlichen DEB-geführten Ligen, also der 1. Liga Nord und 2. Liga Nord. Aus der 1. Liga Nord hatten der Grefrather EV und der ETC Timmendorfer Strand auf eine Zeilnahme verzichtet. Mit dem im Vorjahr aus der 2. Liga Nord in die NRW-Liga abgestiegenen EC Lünen 89 kam ein weiterer Teilnehmer hinzu.
| 12 von 14 Teams der 1. Liga Nord: | Die 9 Teams der 2. Liga Nord: | 1 von 8 Teams der NRW-Liga: |
| --- | --- | --------------------------- |
| - EC Bad Nauheim - REV Bremerhaven - ERC Westfalen Dortmund - EV Duisburg - Moskitos Essen - EC Hannover - Herner EV - Iserlohner EC - EC Devils Königsborn - EHC Neuwied - EHC Trier - EC Wilhelmshaven-Stickhausen | - Adendorfer EC - Berliner SC - Braunlager EHC Harz - Eintracht Braunschweig - GEC Schalker Haie - Krefelder EV Amateure - Limburger EG - ASV Hamm 04/69 - EHC Salzgitter | - EC Lünen 89               |

## Modus
Die teilnehmenden Mannschaften wurden auf fünf Gruppen aufgeteilt. Die Gruppensieger und drei besten Gruppenzweiten erreichten das Viertelfinale. Ab dem Viertelfinale wurde im K.-o.-System in Form von Hin- und Rückspiel gespielt.

## Gruppenphase

### Gruppe 1
|    | Klub                   | Sp            | S             | U             | N             | Tore          | Dif.          | Punkte        |
| -- | ---------------------- | ------------- | ------------- | ------------- | ------------- | ------------- | ------------- | ------------- |
| 1. | Iserlohner EC          | 6             | 4             | 2             | 0             | 51:17         | +34           | 10:2          |
| 2. | ASV Hamm 04/69         | 6             | 4             | 1             | 1             | 37:26         | +11           | 9:3           |
| 3. | EC Devils Königsborn   | 6             | 2             | 1             | 3             | 32:40         | −8            | 5:7           |
| 4. | EC Lünen 89            | 6             | 0             | 0             | 6             | 18:55         | −37           | 0:12          |
| 5. | ERC Westfalen Dortmund | zurückgezogen | zurückgezogen | zurückgezogen | zurückgezogen | zurückgezogen | zurückgezogen | zurückgezogen |

Anmerkung: Der ERC Westfalen Dortmund hat seine Mannschaft nach drei Spielen vom Spielbetrieb zurückgezogen.

### Gruppe 2
|    | Klub                  | Sp | S | U | N | Tore  | Dif. | Punkte |
| -- | --------------------- | -- | - | - | - | ----- | ---- | ------ |
| 1. | EV Duisburg           | 8  | 6 | 1 | 1 | 64:17 | +47  | 13:3   |
| 2. | Moskitos Essen        | 8  | 6 | 0 | 2 | 56:24 | +32  | 12:4   |
| 3. | Herner EV             | 8  | 4 | 2 | 2 | 35:24 | +11  | 10:6   |
| 4. | GEC Schalker Haie     | 8  | 1 | 1 | 6 | 27:43 | −16  | 3:13   |
| 5. | Krefelder EV Amateure | 8  | 1 | 0 | 7 | 12:86 | −74  | 2:14   |

### Gruppe 3
|    | Klub             | Sp | S | U | N | Tore  | Dif. | Punkte |
| -- | ---------------- | -- | - | - | - | ----- | ---- | ------ |
| 1. | EC Hannover      | 6  | 4 | 1 | 1 | 36:19 | +17  | 9:3    |
| 2. | REV Bremerhaven  | 6  | 3 | 1 | 2 | 37:36 | +1   | 7:5    |
| 3. | EC Wilhelmshaven | 6  | 3 | 0 | 3 | 32:31 | +1   | 6:6    |
| 4. | Adendorfer EC    | 6  | 1 | 0 | 5 | 22:41 | −19  | 2:10   |

### Gruppe 4
|    | Klub                   | Sp | S | U | N | Tore  | Dif. | Punkte |
| -- | ---------------------- | -- | - | - | - | ----- | ---- | ------ |
| 1. | Eintracht Braunschweig | 6  | 3 | 2 | 1 | 35:26 | +9   | 8:4    |
| 2. | Braunlager EHC Harz    | 6  | 3 | 1 | 2 | 34:24 | +10  | 7:5    |
| 3. | EHC Salzgitter         | 6  | 2 | 1 | 3 | 26:35 | −9   | 5:7    |
| 4. | Berliner SC            | 6  | 2 | 0 | 4 | 32:42 | −10  | 4:8    |

### Gruppe 5
|    | Klub           | Sp | S | U | N | Tore  | Dif. | Punkte |
| -- | -------------- | -- | - | - | - | ----- | ---- | ------ |
| 1. | EHC Neuwied    | 6  | 4 | 1 | 1 | 44:20 | +24  | 9:3    |
| 2. | EC Bad Nauheim | 6  | 4 | 1 | 1 | 30:21 | +9   | 9:3    |
| 3. | EHC Trier      | 6  | 3 | 0 | 3 | 26:33 | −7   | 6:6    |
| 4. | Limburger EG   | 6  | 0 | 0 | 6 | 17:43 | −26  | 0:12   |

Abkürzungen: Sp = Spiele, S = Siege, U = Unentschieden, N = Niederlagen, Dif. = Tordifferenz

## Vergleich der Gruppenzweiten
Neben der Gruppensiegern haben sich der ASV Hamm 04/69, die Moskitos Essen und der EC Bad Nauheim als die drei besten Gruppenzweiten für das Viertelfinale qualifiziert.

## K.o.-Phase

### Viertelfinale
|                |   |                        | Gesamt | Hin | Rück      |
| -------------- | - | ---------------------- | ------ | --- | --------- |
| EC Hannover    | – | EHC Neuwied            | 8:14   | 5:6 | 3:8       |
| Moskitos Essen | – | ASV Hamm 04/69         | 1:18   | 0:3 | 1:15      |
| EC Bad Nauheim | – | Eintracht Braunschweig | 10:3   | 3:2 | 7:1       |
| Iserlohner EC  | – | EV Duisburg            | 8:7    | 4:2 | 4:5 n. V. |

Anmerkung: Der EV Duisburg hat das Rückspiel nach regulärer Spielzeit mit 5:3 gewonnen. Damit stand es in der Addition aus Hin- und Rückspiel 7:7. In der anschließenden Verlängerung erzielte der Iserlohner EC den Siegtreffer.

### Halbfinale
|                |   |               | Gesamt | Hin | Rück |
| -------------- | - | ------------- | ------ | --- | ---- |
| ASV Hamm 04/69 | – | Iserlohner EC | 9:12   | 4:3 | 5:9  |
| EC Bad Nauheim | – | EHC Neuwied   | 6:7    | 2:3 | 4:4  |

### Finale
|             |   |               | Gesamt | Hin | Rück |
| ----------- | - | ------------- | ------ | --- | ---- |
| EHC Neuwied | – | Iserlohner EC | 11:6   | 7:4 | 4:2  |